# カルロス・ランペ
カルロス・エミリオ・ランペ・ポラス （スペイン語: Carlos Emilio Lampe Porras、1987年3月17日 - ）は、ボリビア・サンタクルス県サンタ・クルス・デ・ラ・シエラ出身のプロサッカー選手。ポジションはGK。

## 来歴
2006年にウニベルシタリオ・デ・スクレでプロデビュー。その後クラブ・ボリバルなどを経て2009年から2シーズンはペルーのウニベルシタリオ・デポルテスでプレー。その後は国内リーグでプレーし、2016年からはチリのCDウアチパトでプレーしている。

## ボリビア代表
2007年にU-20のボリビア代表に招集され、南米ユース選手権に出場。2010年からフル代表に招集。2016年のコパ・アメリカ・センテナリオでは正ゴールキーパーを務めた